# Ёга (село)
 Ёга  — село в Сосновоборского района Пензенской области. Входит в состав Пичилейского сельсовета.

## География
Находится в восточной части Пензенской области на расстоянии приблизительно 7 км на запад по прямой от районного центра посёлка Сосновоборск.

## История
Известно с 1709 году как деревня Засурского стана Пензенского уезда, ясачная мордва, 49 дворов; в 1718 году — 69 дворов. Названо по местной реке. Образовалось из двух сёл — Верхней и Нижней Еги. В 1748 году 325 ревизских душ ясачной мордвы, много новокрещен. В 1910 году — село Пичелейской волости Городищенского уезда, 261 двор, церковь, церковноприходская школа, 2 водяные мельницы, шерсточесалка, кузница, 8 лавок. В 1955 году — центральная усадьба колхоза «Вперёд». В 2004 году- 128 хозяйств.

## Население
Численность населения: 140 человек (1709 год), 232 (1718), 881 (1864), 1042 (1877), 1284 (1897), 1579 (1910), 1573 (1926), 1659 (1930), 1455 (1939), 1170 (1959), 613681? (1979), 483 (1989), 378 (1996). Население составляло 349 человек (мордва 93 %) в 2002 году, 224 в 2010.